# Jan Gembicki (1602–1675)
Jan Gembicki herbu Nałęcz (ur. 1602, zm. 1675) – biskup kujawski od 1673, chełmiński od 1652, płocki od 1655, sekretarz wielki koronny od 1640, sekretarz królewski, kanclerz królowej Polski Ludwiki Marii Gonzagi w latach 1646–1652, kustosz gnieźnieński, dziekan krakowski, proboszcz kruszwicki, kanonik gnieźnieńskiej kapituły katedralnej, opat trzemeszeński.

## Życiorys
Syn Jana Gembickiego i Katarzyny Zaremba Cieleckiej, brat biskupa krakowskiego Piotra i biskupa łuckiego Andrzeja.
Po studiach na Akademii Krakowskiej, dzięki poparciu krewnego prymasa Wawrzyńca Gembickiego, naukę kontynuował w latach 1615–1618 na uniwersytecie w Ingolstadt. Studiował też w Rzymie i Padwie. Po powrocie do kraju został w 1621 kanonikiem gnieźnieńskim, w 1626 krakowskim, w 1636 warszawskim. W 1639 został opatem w klasztorze kanoników regularnych w Trzemesznie. W 1642 został dziekanem krakowskim, w 1646 prepozytem miechowskim. Był elektorem Jana II Kazimierza Wazy z województwa poznańskiego w 1648 roku, podpisał jego pacta conventa. Towarzyszył królowi Janowi Kazimierzowi w czasie bitwy pod Beresteczkiem. W czasie potopu szwedzkiego schronił się na Spisz. Był zwolennikiem elekcji vivente rege. W latach 1664–65 brał udział w sądzie sejmowym nad Jerzym Lubomirskim.
Na sejmie abdykacyjnym 16 września 1668 roku podpisał akt potwierdzający abdykację Jana II Kazimierza Wazy. Po abdykacji Jana II Kazimierza w 1668 roku, popierał do polskiej korony kandydaturę francuskiego księcia Wielkiego Kondeusza. Był członkiem konfederacji generalnej zawiązanej 5 listopada 1668 roku na sejmie konwokacyjnym.
W 1672 popierał konfederację gołąbską. Był członkiem konfederacji generalnej zawiązanej 15 stycznia 1674 roku na sejmie konwokacyjnym. Elektor Jana III Sobieskiego z województwa brzeskokujawskiego w 1674 roku, podpisał jego pacta conventa.